# 嶺田 (菊川市)
嶺田（みねだ）は静岡県菊川市の大字。

## 地理
菊川市の西部、嶺田地区の中部に位置する。東で赤土・下平川・河東、西で大石、南で堂山新田及び掛川市千浜、北で掛川市岩滑と接する。

### 河川
- 菊川
- 牛淵川

### 字一覧
50の字がある（2018年（平成30年）10月16日現在）。
- 寺地（てらじ）
- 新巻（あらまき）
- 川向（かわむかい）
- 新屋（しんや）
- 山伏（やんぶし）
- 畔合（くろあい）
- 大（おお）
- 投（なげ）
- 方地前（ほうちまえ）
- 定廣（さだひろ）
- 十（とう）
- 前川（まえかわ）
- 袋（ふくろ）
- 七（しちのつぼ）
- 江口（えぐち）
- 下海（しもうみ）
- 鍋（なべ）
- 江頭（えがしら）
- 小松洗（こまつあらい）
- 生岸（しょうがん）
- 蛭（ひる）
- 松木（まつき）
- 川地（かわじ）
- 一丁（いっちょう）
- 上沖（かみおき）
- 中沖（なかおき）
- 知良里（ちらり）
- 水洗（みずあらい）
- 塩頭（しおがしら）
- 芝屋（しばや）
- 東塩（ひがししお）
- 中塩（なかじお）
- 西塩（にしじお）
- 東沖（ひがしおき）
- 西沖（にしおき）
- 胸反（むなぞり）
- 鉄砲（てっぽう）
- 七曲（ななまがり）
- 穴（あな）
- 三又（みつまた）
- 西久保（にしくぼ）
- 坪海（つぼうみ）
- 扇（おうぎ）
- 井戸（いど）
- 堂（どう）
- 張（はり）
- 蟹（かに）
- 鎌池（かまいけ）
- 西辻（にしつじ）

## 歴史

### 沿革
- 1889年（明治22年）4月1日 - 町村制の施行により、城東郡嶺田村が周辺の村と合併し、城東郡平田村となる[WEB 7]。旧村名は平田村の大字として残る[WEB 8]。
- 1896年（明治29年）4月1日 - 郡制の施行により所属郡が小笠郡に変更。
- 1950年（昭和25年）9月1日 - 佐束村大字岩滑・千浜村大字千浜との間で境界変更を実施。
- 1954年（昭和29年）3月31日 – 平田村が小笠村・南山村と新設合併を行い、小笠町が発足する。
- 1959年（昭和34年）4月1日 - 城東村が小笠町大字嶺田の一部を編入する。
- 2005年（平成17年）1月17日 – 小笠町が菊川町と新設合併を行い、菊川市となる。

## 施設
- 国土交通省 中部地方整備局 浜松河川国道事務所 平田出張所
- 菊川市立小笠北小学校
- 内外化成 菊川工場

## 交通

### バス
- 菊川市コミュニティバス丹野・嶺田コース：（菊川市立総合病院 方面 - ）塩の道公園前 - みねだ会館 - 嶺田神社前（ - 大石内区間 - ）西嶺田公民館 - 西嶺田 - 中嶺田（ - 西ケ崎公民館 方面）

### 道路
- 静岡県道69号相良大須賀線
- 静岡県道247号中方千浜線

## その他

### 学区
小学校・中学校の学区は以下の通りである。
| 番・番地等 | 小学校               | 中学校             |
| ---------- | -------------------- | ------------------ |
| 全域       | 菊川市立小笠北小学校 | 菊川市立岳洋中学校 |

### 警察
警察の管轄区域は以下の通りである。
| 番・番地等 | 警察署     | 交番・駐在所 |
| ---------- | ---------- | ------------ |
| 全域       | 菊川警察署 | 小笠交番     |

### WEB
1. ↑  “h02_22.csv”.   総務省 (2022年2月10日). 2025年1月12日閲覧。
2. ↑  “静岡県菊川市 (22224)”.   人文学オープンデータ共同利用センター. 2025年1月12日閲覧。
3. ↑  “静岡県 菊川市 嶺田の郵便番号 - 日本郵便”.   日本郵便. 2025年2月15日閲覧。
4. ↑  “市外局番の一覧”.   総務省 (2022年3月1日). 2025年1月12日閲覧。
5. ↑  “事業所案内及び管轄地域（事務所3件、分室3件）”.   一般社団法人静岡県自動車会議所. 2025年1月12日閲覧。
6. ↑  “菊川市小字一覧 - 静岡県オープンデータ”.   静岡県 (2018年10月16日). 2025年1月12日閲覧。
7. ↑  “historyofcities.pdf”.   静岡県総務部合併推進室・財団法人静岡県市町村振興協会. 2025年1月12日閲覧。
8. ↑  “解説ページ”.   株式会社エア. 2025年1月12日閲覧。
9. ↑  “菊川市／通学区域一覧”.   菊川市 (2024年4月1日). 2025年1月12日閲覧。
10. ↑  “交番駐在所一覧表｜静岡県警察”.   静岡県警察 (2023年6月12日). 2025年1月12日閲覧。